# Xã Voltaire, Quận Sherman, Kansas
Xã Voltaire (tiếng Anh: Voltaire Township) là một xã thuộc quận Sherman, tiểu bang Kansas, Hoa Kỳ. Năm 2010, dân số của xã này là 222 người.